# Калриче ди Дурисио
Калриче ди Дурисио (Calrice di Durisio) была итальянским терапевтом и хирургом в XV веке. Получила образование в Салернском университете, где женщины-студенты в те годы составляли меньшинство. Она специализировалась на заболеваниях глаз, лечила только женщин.